# Ledová země
Ledová země (v anglickém originále The Icebound Land) je třetí díl série Hraničářův učeň od australského spisovatele Johna Flanagana.

## Příběh
Třetí kniha navazuje na konec té předchozí, kdy Willa a princeznu Kasandru zajme posádka Erakovi vlčí lodě. Ta se teď vrací na sever domů do Skandie.
Halt jakožto nejlepší hraničář je nyní potřeba v Araluenu, aby dopadl zbylé členy Morgarathova nejvyššího velení, a proto mu není dovoleno jet svého učně hledat a vysvobodit. Zkušený hraničář proto veřejně uráží krále, který – smutný a zmatený – svého dobrého přítele Halta na rok vyhostí ze země. K hraničáři se přidá i mladý bojovník Horác.
Období bouří přečká Erakova loď spolu s lodí zrádného Slagora na ostrůvku Skorghijl. Will s princeznou přežijí bouři, nezdařený pokus o útěk i zlé zacházení ze strany Slagorovy posádky. Will říká princezně Kasandře Evanlyn a úzkostlivě tají její totožnost, protože vládce Skandie přísahal pomstu celému královskému rodu.
V hlavním městě Skandie se stanou otroky. Will je přidělen k tvrdé práci v kruté zimě a stane se obětí drogy "hřejivá tráva". Erak si Willa i Evanlyn oblíbil pro jejich odvahu a proto, když vidí na jaké dno Will díky "hřejivé trávě" spadl, jim tajně pomůže utéci do lovecké chaty v horách. Evanlyn o Willa pečuje, postupně mu snižuje dávky drogy a učí se lovit zvěř prakem, aby nezemřeli hlady. Will pomalu závislost překonává a vrací se mu rozum a paměť.
Mezitím Halt s Horácem postupují Galikou na sever ke Skandii. Panuje tu bezvládí a právo silnějšího. Horác si začne říkat "rytíř dubového listu" a přemůže všechny loupeživé ozbrojence, kteří jej chtějí zastavit a ožebračují prostý lid. Oba jsou však nakonec zajati a uvězněni krutým utlačovatelem Deparnieuxem z hradu Montsombre, který za banální prohřešky nechává poddané zavřít do klecí, aby je pomalu zabili mrchožrouti.
Krutovládce cítí v Haltovi mimořádné dovednosti a láká jej do svých služeb. Halt počká, až jeho bdělost opadne, vyzve jej na souboj a usmrtí. Pak s Horácem spěchá pátrat po Willovi a princezně.

## Nové postavy
- Slagor – skirl (kapitán) vlčí lodě, úhlavní nepřítel Eraka a ve čtvrtém dílu zrádce.
- Deparnieux – krutovládce na hradu Montsombre v Galice